# 62 Dywizjon Rakietowy Obrony Powietrznej
62 dywizjon rakietowy Obrony Powietrznej (62 dr OP) – samodzielny pododdział Wojsk Obrony Przeciwlotniczej Sił Powietrznych.
Dywizjon stacjonował w Borzęcinie, podporządkowany był dowódcy 3 Warszawskiej Brygady Rakietowej OP. 31 grudnia 2011 dywizjon został rozformowany.

## Historia
Jednostka powołana do życia rozkazem dowódcy 1. Korpusu Obrony Powietrznej nr 043 z 31 marca 1970, sformowana jako 62 dywizjon ogniowy artylerii rakietowej w m. Borzęcin Duży, na bazie rozformowanego 64 pułku artylerii OPK i podporządkowana pod 3 Łużycką Dywizję Artylerii Obrony Powietrznej Kraju.
Dywizjon wyposażony został w "dwubelkowe" przeciwlotnicze zestawy rakietowe małego zasięgu S-125 Newa, którymi 25 czerwca 1971 roku wykonał pierwsze strzelania bojowe na poligonie w ZSRR. Kolejne strzelania odbyły się w latach 1973, 1977, 1981 oraz 1987 – było to ostatnie strzelanie bojowe na poligonie zagranicznym.
W 1979 roku wprowadzono na uzbrojenie dywizjonu nowocześniejszy – "czterobelkowy" zestaw tego samego typu.
W 1991 roku jednostka otrzymała nazwę 62 dywizjon rakietowy OP.
Pierwsze strzelanie bojowe na poligonie krajowym w Ustce dywizjon odbył w roku 1994.
W roku 1999 jako pierwszy dywizjon rakietowy WLOP, jednostka wykonała ćwiczenie oceniane według zasad NATO – TACEVAL.
W latach 1999–2000 zmodernizowano zestawy S-125M Newa do standardu Newa-SC.
Decyzją MON nr Z-5/Org./P1 z dnia 28 stycznia 2011 roku oraz wykonawczym rozkazem Dowódcy Sił Powietrznych nr PF-95 z dnia 31 marca 2011 roku jednostkę rozformowano 31 grudnia 2011 roku.

## Struktura
- dowództwo
- sztab
- bateria dowodzenia
- bateria radiotechniczna
- bateria startowa (S-125 Newa-SC)

## Dowódcy dywizjonu
- 1970-1971 – ppłk Wojciech Grądzki
- 1971-1976 – ppłk Adolf Pawluch
- 1976-1983 – kpt. Bolesław Waciński
- 1983-1985 – mjr Stanisław Kot
- 1985-1997 – ppłk Sławomir Tarasiuk
- 1997-1999 – kpt. Jarosław Pszonka
- 1999-2004 – ppłk Robert Głąb
- 2004-2007 – ppłk Waldermar Nowicki
- 2007-2010 – ppłk Antoni Sidoruk
- 2010-2011 – mjr Dariusz Kustusz (cz. p.o.)
- 16 lutego 2011–5 października – ppłk Maciej Majkowski
- 5 października 2011-31 grudnia 2011 – kpt. Paweł Krajewski (cz. p.o.)

## Podporządkowanie
- 3 Dywizja Artylerii OPK (1970–1988)
- 3 Brygada Artylerii OPK (1988–1991)
- 3 Warszawska Brygada Rakietowa Obrony Powietrznej (od 1991)

## Wyróżnienia
- 1977 – tytuł Mistrzowskiego Dywizjonu Ogniowego OPK;
- 1981 – medal Za Zasługi dla Wojsk Obrony Powietrznej Kraju;
- 1982 – w uznaniu zasług i uzyskanych wyników – tytuł Pierwszego Wicemistrza WOPK;
- 1984 dywizjon zajął trzecie miejsce w Zawodach Użyteczno-Bojowych Wojsk OPK.